# سرستونی

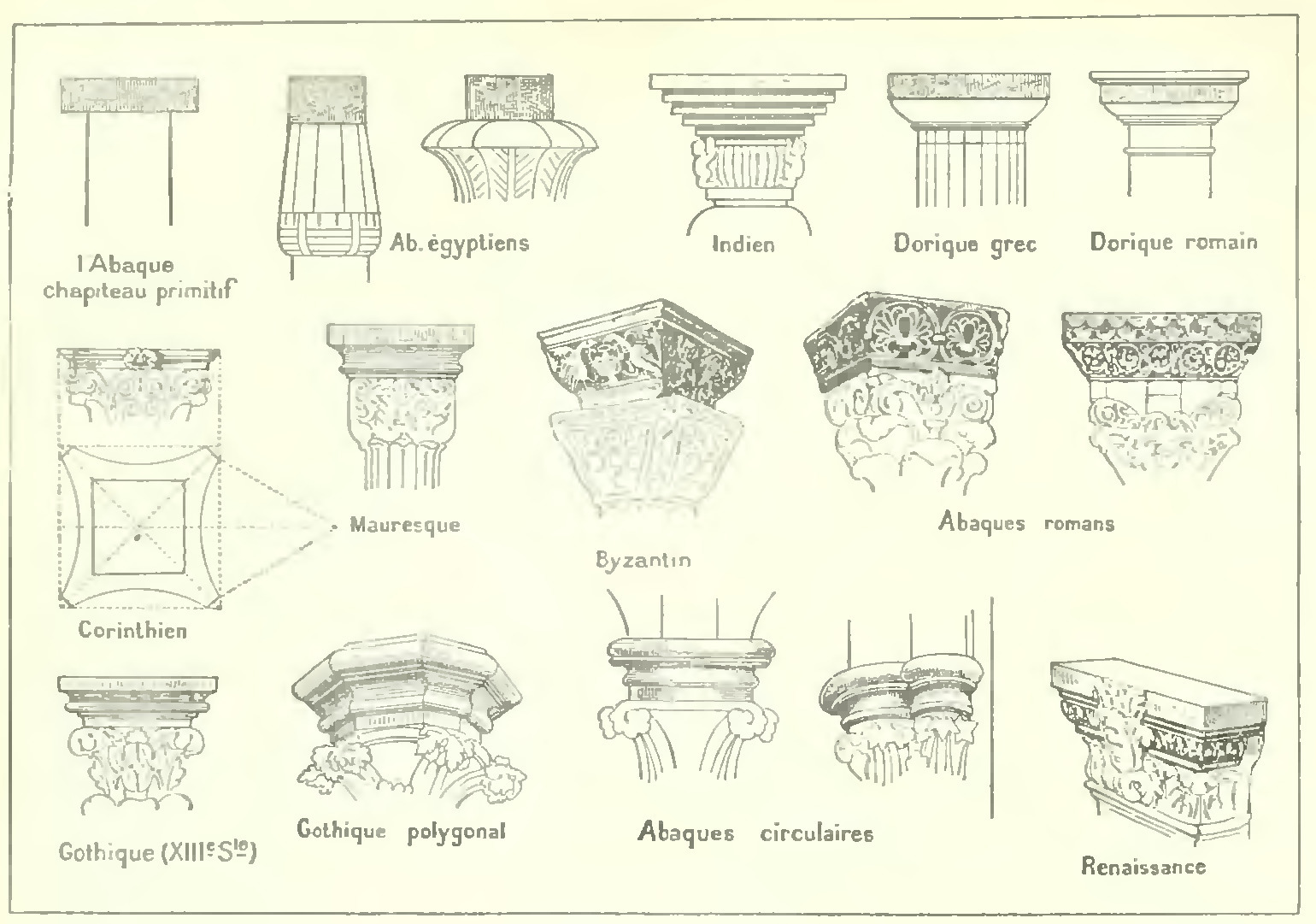
Nouveau Larousse illustré, 1898, I (page 22-1 crop)

سرستونی (انگلیسی: Abacus) در معماری عبارت است از بخش زیرین سر ستون که معمولاً به شکل چهارگوش یا گِرد مقعر است. عملکرد آن هم معمولاً فراهم‌کردن یک سطح نگهدارندهٔ بزرگ است و به عنوان تکیه‌گاهی برای دریافت وزن طاق عمل می‌کند